# Bienvenidos al temporal (álbum)
Bienvenidos al temporal es el primer álbum en directo de Robe Iniesta en solitario, dirigido por Diego Latorre, publicado por El Dromedario Records y lanzado el 30 de noviembre de 2018.
Es un disco de un concierto completo, con las canciones de la gira del mismo nombre, que dio por los teatros españoles durante 2017. 
Los escenarios elegidos para la grabación del disco y del DVD, fueron el Teatro romano de Mérida, el Palacio de la Música Catalana y el WiZink Center de Madrid.
La gira repasaba las canciones de sus dos anteriores trabajos Lo que aletea en nuestras cabezas y Destrozares, canciones para el final de los tiempos.

## Lista de canciones

### CD 1
1. El Cielo Cambió De Forma - 5:45
2. Hoy Al Mundo Renuncio - 6:02
3. Por Ser Un Pervertido - 6:33
4. Donde Se Rompen Las Olas - 6:54
5. Querré Lo Prohibido - 6:17
6. Ruptura Leve - 1:40
7. Nana Cruel - 7:21
8. Destrozares - 3:16
9. Guerrero - 7:10
10. La Canción Más Triste - 8:05

### CD 2
1. Cartas Desde Gaia - 4:23
2. De Manera Urgente - 4:03
3. Puta Humanidad - 4:00
4. Del Tiempo Perdido - 7:27
5. Contra Todos - 7:50
6. ... Y Rozar Contigo - 3:54
7. Por Encima Del Bien Y Del Mal - 6:50
8. Si Te Vas... - 8:50
9. Un Suspiro Acompasado - 10:12

### DVD
El DVD contiene el concierto íntegro, las 19 canciones.

## Personal
- Robe: Canciones, voz y guitarra.
- Carlitos Pérez: Violín, bajo en "Por Ser Un Pervertido" y voces.
- David Lerman: Bajo, saxo, clarinete y voces.
- Alber Fuentes: Batería y voces.
- Lorenzo González: Voz y bajo.
- Álvaro Rodríguez Barroso: Piano, teclados y acordeón.

- Woody Amores: Guitarra.